# Рудольф Андерсон
Рудольф Андерсон-молодший (15 вересня 1927, Грінвілл, Південна Кароліна, США — 27 жовтня 1962, Куба) — пілот Військово-повітряних сил США. Загинув у небі над Кубою під час Карибської кризи, коли був збитий його розвідувальний літак Lockheed U-2.

## Біографія
У молоді роки був бой-скаутом і мав звання Скаут-Орел загону № 19. У 1948 закінчив Університет Клемсона.
27 жовтня майор Андерсон злетів на U-2A (серійний номер 56-6676) з авіабази МакКой в Орландо (Флорида) і був збитий зенітною ракетою С-75 радянського виробництва поблизу р. Банес на Кубі. Посмертно нагороджений Хрестом ВПС (США) і перший, хто удостоєний цієї нагороди.
Похований 6 листопада у Грінвіллі в Меморіальному парку Вудлоун.